# Wittwieverbarg

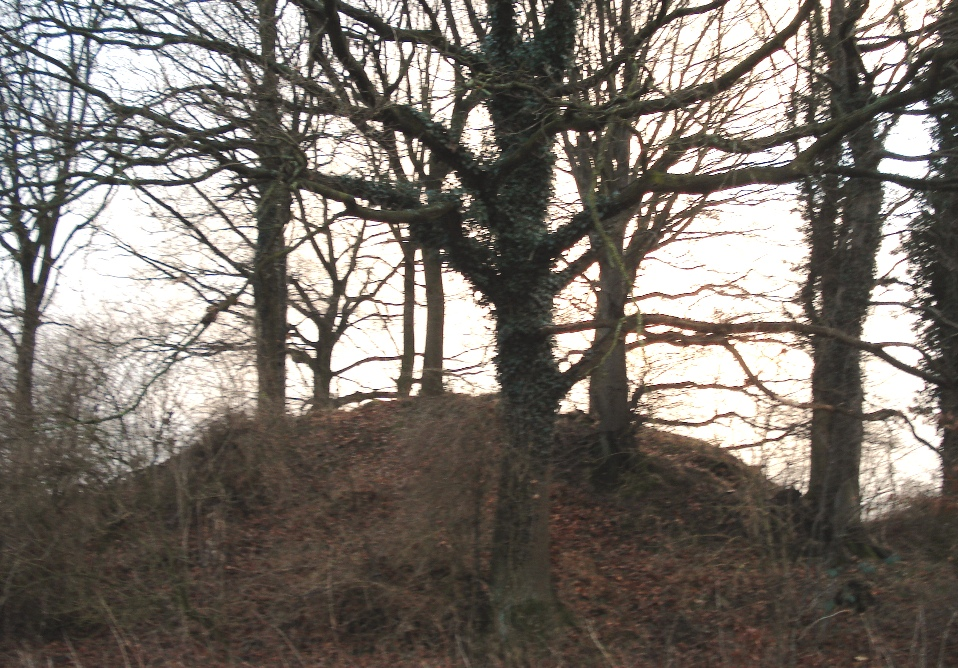
Der Grabhügel „Wittwieverbarg“

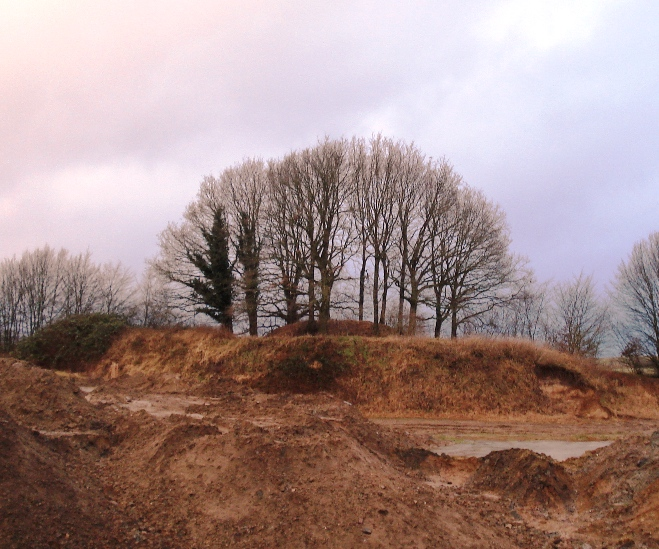
Der „Wittwieverbarg“ von Osten – teilweise verdeckt durch eine Halde des angrenzenden Kiesabbaugebiets

Der Wittwiewerbarg ist ein jungsteinzeitlicher Grabhügel nahe Eutin im Kreis Ostholstein in Schleswig-Holstein.
Der Wittwiewerbarg befindet sich auf einer Anhöhe nördlich des Weges von Weddeln zur L 184 (Einmündung zwischen Eutin und dem Dorf Braak) und grenzt im Osten direkt an ein Kiesabbaugebiet.
Es handelt sich um einen von Bäumen und Büschen bewachsenen ovalen Erdhügel mit einer Länge von ca. 15, einer Breite von ca. 8 und einer Höhe von ca. 3 Metern. Der niederdeutsche Name Wittwiewerbarg  (Weiße-Weiber-Berg, Weiße-Frauen-Berg) zeigt Bezüge in Richtung der Gespenstergeschichten der Weißen Frauen. Der Grabhügel steht unter Denkmalschutz.